# Juan Sandoval Íñiguez
Pour les articles homonymes, voir Sandoval et Íñiguez.
Juan Sandoval Íñiguez, né le 28 mars 1933 à Yahualica de González Gallo (en) (Jalisco, Mexique), est un cardinal mexicain de l'Église catholique. Il est évêque de Ciudad Juárez, puis archevêque de Guadalajara de 1994 à décembre 2011, archevêque émérite depuis.

## Biographie

### Formation
Juan Sandoval entre au séminaire en 1945 et puis se rend à l'Université pontificale grégorienne à Rome pour y poursuivre ses études.
Il est ordonné prêtre le 27 octobre 1957 à Rome pour le diocèse de Guadalajara.

### Prêtre
En 1961, il revient au Mexique et est nommé au séminaire de Guadalajara, Jalisco, où il est d'abord professeur puis recteur.

### Évêque
Le 3 mars 1988, il est nommé évêque coadjuteur de Ciudad Juárez, Chihuahua, diocèse dont il devient l'évêque titulaire le 11 juillet 1992.
Il est investi comme archevêque de Guadalajara le 21 avril 1994, succédant à l'ancien archevêque assassiné, le cardinal Juan Jesús Posadas Ocampo.
Il se retire pour raison d'âge le 7 décembre 2011.

### Cardinal
Lors du consistoire du 26 novembre 1994, il est créé cardinal par le pape Jean-Paul II avec le titre de cardinal-prêtre de Nostra Signora di Guadalupe e San Filippo Martire in Via Aurelia.
Il participe aux conclaves de 2005 et de 2013 qui élisent respectivement les papes Benoît XVI et François.
Au sein de la curie romaine, il est membre de la Congrégation pour les Instituts de vie consacrée et les Sociétés de vie apostolique, de la Congrégation pour l'éducation catholique, du Conseil pontifical pour la culture et de la Commission pontificale pour l'Amérique Latine.
Il atteint les quatre-vingts ans le 28 mars 2013, ce qui l'empêche de prendre part aux votes du conclave de 2025 qui voit l'élection de Léon XIV.

## Prises de position

### Polémique sur l'homosexualité
Alors que, le 18 août 2010, la Cour suprême de Mexico valide l'adoption par les homosexuels, par neuf juges sur onze (sinon, ce serait discriminatoire, déclare la Cour), à la suite de l'adoption du mariage homosexuel dans ce même État fédéré que la même Cour avait déjà avalisé dès le 5 août, le cardinal Iniguez déclare « Les membres de la Cour ont été soudoyés par Marcelo Ebrard [le maire] », et ce, malgré la séparation de l'église et de l'État en vigueur au Mexique. Il ne s'est pas rétracté depuis malgré les injonctions gouvernementales et malgré d'autres propos jugés homophobes comme ceux qu'il a adressés aux journalistes, en leur demandant si ça leur : « plairait d'être adoptés par un couple de « pédés » ou de lesbiennes »,.

### Synode sur la synodalité
En juillet 2023, le cardinal Íñiguez fait partie des cinq cardinaux conservateurs provenant de 5 continents différents (avec Brandmüller, Burke, Sarah et Zen) qui envoient 5 dubia (questions exprimant des « doutes ») au pape François. Les sujets en question sont l'intangibilité de la Révélation, les bénédictions d'unions homosexuelles, l'autorité du synode à venir, l'ordination sacerdotale des femmes, et l'importance du repentir pour la confession. La première réponse du pape du 11 juillet ne leur semblant pas assez claire, ils adressent un nouveau courrier au pape le 21 août. Sans nouvelle réponse du pape, ils publient leur second courrier le 2 octobre et le même jour le Vatican rend publique la réponse du pape du 11 juillet,.